# Жур (Куявсько-Поморське воєводство)
Жур (пол. Żur) — село в Польщі, у гміні Осе Свецького повіту Куявсько-Поморського воєводства.
У 1975-1998 роках село належало до Бидгощського воєводства.